# Бершвајлер бај Баумхолдер
Бершвајлер бај Баумхолдер (њем. Berschweiler bei Baumholder) општина је у њемачкој савезној држави Рајна-Палатинат. Једно је од 96 општинских средишта округа Биркенфелд. Према процјени из 2010. у општини је живјело 557 становника. Посједује регионалну шифру (AGS) 7134008.

## Географски и демографски подаци
Бершвајлер бај Баумхолдер се налази у савезној држави Рајна-Палатинат у округу Биркенфелд. Општина се налази на надморској висини од 435 метара. Површина општине износи 6,6 km².

## Становништво
У самом мјесту је, према процјени из 2010. године, живјело 557 становника. Просјечна густина становништва износи 84 становника/km².